# ジャーマン・シーププードル

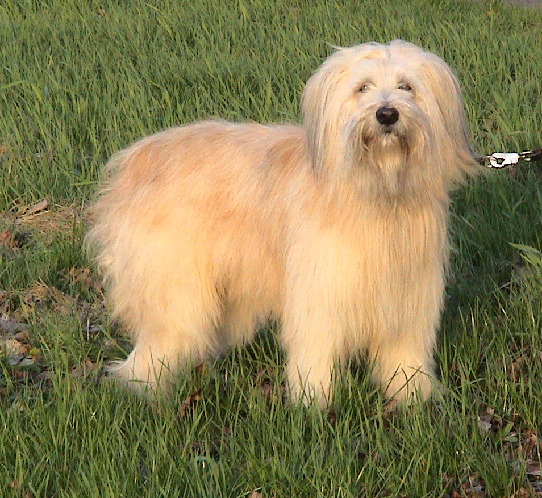
ジャーマン・シーププードル

ジャーマン・シーププードル（英: German Sheeppoodle）とは、ドイツ原産の牧羊犬種である。オールド・ジャーマン・ハーディング・ドッグの1つに含まれる。ドイツ語ではシャフプーデル（シャーフプデル、独: Schafpudel）という。
バルビーやプードルなどを交配して生まれた犬種と推測されている。犬名のシャフ（シープ）は羊、プーデル（プードル）は「ボサボサ」を意味する。ドイツ東部で広く牧羊犬として使役されたイヌで、ハンガリー原産の牧羊犬種プーリーの近縁種と言われる。
東ドイツの牧羊産業はドイツ統合によって壊滅的な打撃を受け、牧羊場とともにシーププードルも激減したが、現在もドイツ東部で多く飼育され、シーププードルの愛犬家団体および、ドイツ固有の牧羊犬保護を目指すオールド・ジャーマン・ハーディング・ドッグ保護会によって犬種の維持が図られている。
体高60cm前後の大型犬である。被毛は長いワイアーヘアで、絡まりやすい。毛色はさまざまだが、グレーから銀色がかった黒が多い。垂れ耳で、尾は長いものと短いものがある。
性格は警戒心が強いが、大人しく愛想が良い。しつけの飲み込みは早く、家庭のペットとして飼育するのにも適しているとされる。ただし、運動量は多めである。